# Megachile albimarginalis
Megachile albimarginalis är en biart som beskrevs av Rebmann 1970. Megachile albimarginalis ingår i släktet tapetserarbin, och familjen buksamlarbin. Inga underarter finns listade i Catalogue of Life.